# Władysław Lisewski
Władysław Tomasz Lisewski (ur. 11 kwietnia 1948 w Zbójnie, zm. 5 lipca 2021 w Szczecinie) – polski polityk, prezydent Szczecina (1991–1994), wojewoda szczeciński (1997–1999) i zachodniopomorski (1999–2001).

## Życiorys
Syn Ignacego i Marii. Absolwent Wydziału Budowy Maszyn i Okrętów Politechniki Szczecińskiej oraz Wydziału Matematycznego Uniwersytetu im. Adama Mickiewicza w Poznaniu. W 1991 uzyskał stopień doktora nauk technicznych na PS. Przez dziewiętnaście lat pracował jako nauczyciel akademicki w Instytucie Technologii Mechanicznej tej uczelni.
W 1980 wstąpił do „Solidarności”, od 1991 do 1997 należał do Porozumienia Centrum, następnie do 2001 był członkiem Ruchu Społecznego AWS.
Od 21 czerwca 1990 zajmował stanowisko zastępcy prezydenta Szczecina (w zarządzie Jana Czesława Bieleckiego). 11 kwietnia 1991, po odwołaniu przez radę miasta Jana Czesława Bieleckiego, został p.o. prezydenta tego miasta. 22 kwietnia został wybrany przez radnych nowym prezydentem Szczecina. Urząd ten sprawował do 5 lipca 1994. Później prowadził własną działalność gospodarczą. W grudniu 1997 objął stanowisko wojewody szczecińskiego. Po reformie administracyjnej 1 stycznia 1999 objął urząd wojewody zachodniopomorskiego, który sprawował do 20 października 2001.
W styczniu 2006 został wiceprezesem Zarządu Morskich Portów Szczecin i Świnoujście, a w okresie od lipca do września 2008 był p.o. prezesa tego przedsiębiorstwa.
9 lipca 2021 został pochowany na cmentarzu Centralnym w Szczecinie.

## Odznaczenia
W 2018 prezydent RP Andrzej Duda odznaczył go Krzyżem Oficerskim Orderu Odrodzenia Polski i Krzyżem Wolności i Solidarności.